# Паньцзи
Паньцзи́ (кит. упр. 潘集, пиньинь Pānjí) — район городского подчинения городского округа Хуайнань провинции Аньхой (КНР).

## История
Изначально эти места входили в состав уезда Фэнтай. В 1972 году они были переданы в состав Хуайнаня, образовав район Гугоу (古沟区). В 1980 году район Гугоу был переименован в Паньцзи.

## Административное деление
Район делится на 1 уличный комитет, 9 посёлков и 1 национальную волость.